# Herzog von Gramont

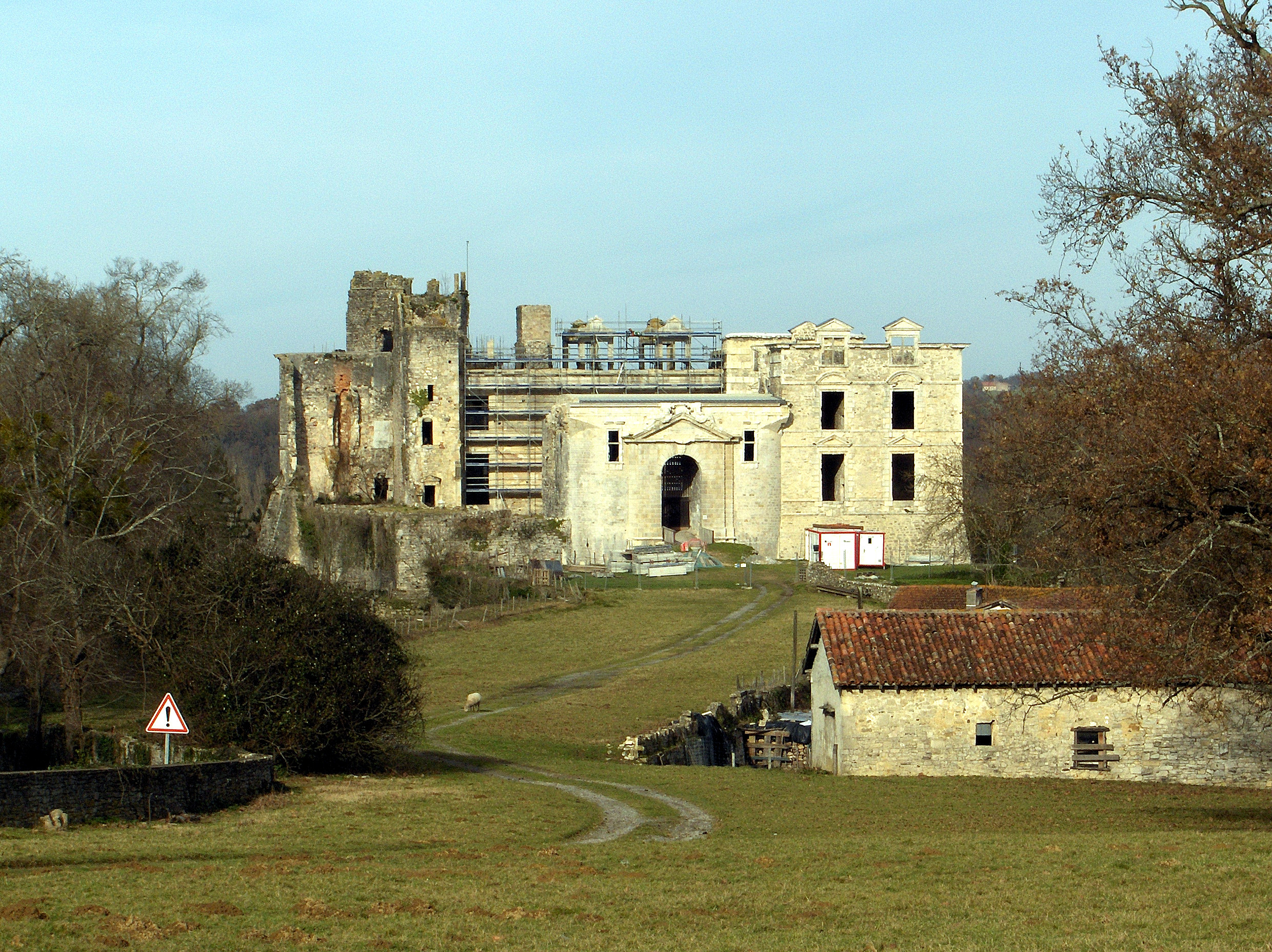
Château de Bidache, seit ca. 1190 bis heute im Besitz der Familie, 1796 ausgebrannt

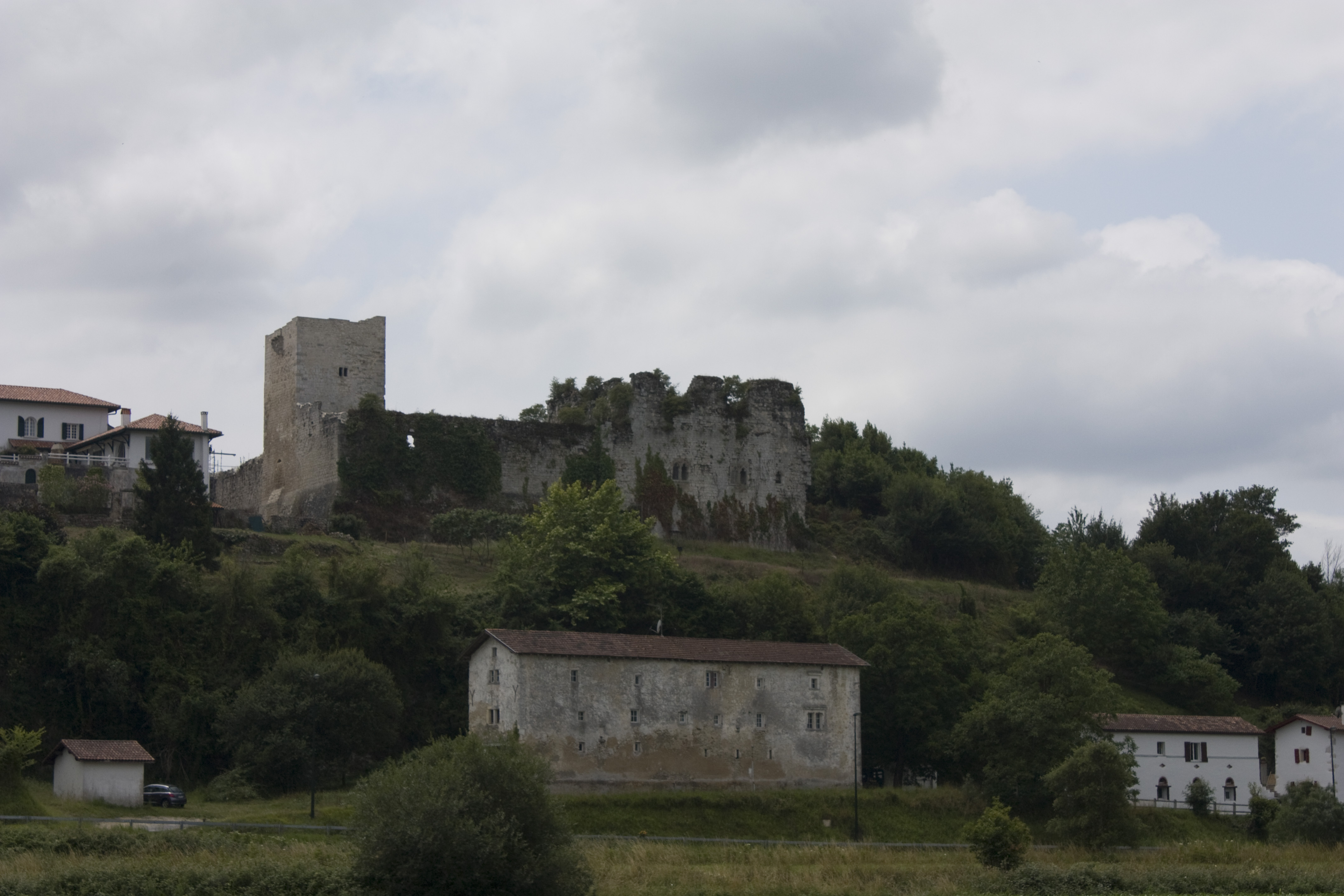
Château de Guiche, bis heute im Besitz der Familie

Gramont ist der Name einer der ältesten Familien des französischen Adels, seit 1643 herzoglich, die somit zum Hochadel zählt. 
Die Gramonts werden um 1040 als Barone erwähnt und waren ein Zweig des Hauses der Vicomtes de Dax, die bereits im 10. Jahrhundert erwähnt sind und sich ihrerseits vom Haus Gascogne ableiten, das bis ins 8. Jahrhundert zurückgeht. Ihren Namen führten sie nach der Burg Gramont (span. Agramunt) in der südfranzösischen Landschaft Labourd (Niederpyrenäen). Die benachbarten Schlösser Bidache und Guiche befinden sich (als Ruinen) bis heute im Familienbesitz. 
Durch eine Eheschließung von 1526 ging das Erbe des älteren Hauses Gramont auf eine Linie des Hauses Aure über, die den Titel Seigneur de Gramont annahm und das neue Haus Gramont bildet. Das Haus Aure ist seinerseits eine Nebenlinie des Haus Comminges, der im 10. Jahrhundert wichtigsten Familie der französischen Pyrenäen.
1563 wurden die Herren von Gramont zu Grafen von Guiche erhoben, 1643 das Familienoberhaupt zum Herzog von Gramont, 1739 zum Herzog von Lesparre und 1780 zum Herzog von Guiche. Ab 1801 teilten sich die Linien der Herzöge von Gramont/Guiche und der Herzöge von Lesparre, die beide bis heute bestehen. In der Hauptlinie Gramont wurde Duc de Guiche zum Titel des jeweiligen Erbprinzen.

## Seigneurs de Gramont aus dem Haus Dax
(Filiation vom Vater auf den Sohn bzw. Tochter, soweit nicht anders angegeben)
- Bergon Garcia, 1. Seigneur de Gramont, um 1040 Baron de Gramont, de Bergouey et de Garris (siehe Haus Dax)
- Garcia Bergon de Gramont, um 1102 bezeugt, Chevalier, Seigneur de Gramont, de Bergouey, de Garris, de Biron et de Bassalay
- Bergon II. Garcia, Chevalier, Seigneur de Gramont et de Bergouey um 1105/um 1119
- Vivian I., Chevalier, Seigneur de Gramont et de Bergouey um 1136/um 1160
- Raymond Brun I., Chevalier, Seigneur de Gramont, de Bergouey 1168/75
- Vivian II., † 1215, Chevalier, Seigneur et Baron de Gramont et de Bergouey 1200
  - Brun, † vor 1215, dessen Bruder, Seigneur de Bidache, Erbauer der Burg Bidache; ⚭ Agnès
- Raymond Brun II., † 1237 vor September, Chevalier, Seigneur et Baron de Gramont, de Bergouey et de Bidache; ⚭ um 1225 Helerie
- Arnaud Guillaume I., † nach 20. September 1266, dessen Bruder, Seigneur et Baron de Gramont, de Bergouey et de Bidache
- Arnaud Guillaume II., † 1290, Chevalier, Seigneur et Baron de Gramont, de Bergouey et de Bidache 1270
- Raymond Brun III., Chevalier, Seigneur et Baron de Gramont, de Bergouey et de Bidache 1290/1303; ⚭ um 1285 Raymonde de Bardos; Erbtochter von Vivian
- Arnaud Guillaume III., 1312/58 bezeugt, † vor 22. Mai 1362, Chevalier, Seigneur et Baron de Gramont, de Bergouey et de Bidache, de Bardos etc.; ⚭ um 1320 Miramonde d’Aspremont d’Pays d’Orthe, 1343 bezeugt, Tochter von Arnaud Raymond d’Aspremont, Chevalier, Vicomte d’Orthe, und Aumus de Bourg
- Arnaud Raymond I., † zwischen 29. Dezember 1384 und 23. Februar 1385; Chevalier, Seigneur et Baron de Gramont, de Bergouey, de Bidache et d’Escos; ⚭ um 1345 Marie de Béarn de Gabaston, Tochter von fille d'Arnaud-Guillaume de Béarn, Seigneur de Lescun, und Marie de Gabaston, Erbin der Baronie Gabaston
- Arnaud Raymond II., 1376 bezeugt, † 1398, Chevalier, Seigneur et Baron de Gramont, de Bergouey, de Bidache, d’Escos, de Came et de Sames; ⚭ 1372 Agnès de Came, † 1397, Erbtochter von Jean, Seigneur de Came et de Sames, und Claire de Laas
- Jean I. de Gramont, † 1429, Chevalier, Seigneur et Baron de Gramont, de Bidache, de Bergouey, de Mussidan, de Blaye, de Blagnac, de Came etc.; ⚭ (Ehevertrag 24. September 1409) Marie de Montaut, † nach 1431, Dame de Mussidan, de Blaye, de Blanquefort, de Pellegrue et de Blagnac, Erbtochter von Raimond, Chevalier, und Marguerite d’Albret
- François I. testiert 1. Dezember 1462, Chevalier, Seigneur et Barron de Gramont, de Bidache, de Bergouey, de Blaye, de Mussidan, de Came, de Blagnac, d’Aubeterre etc.; ⚭  (Ehevertrag 4. Juni 1435) Isabeau de Montferrand, testiert 18. November 1464, Tochter von Bertrand III. de Montferrand und Isabeau de Preissac
- Isabeau, † 1484, 1462 Dame et Baronne de Gramont, de Bidache, de Bergouey, de Gabaston, de Roquefort, de Tursan etc.; ⚭ (1) (Ehevertrag 1. Januar 1453) Bernard de Béarn, Bâtard de Foix, † September 1469, 1453 Seigneur de Gerderest etc., 1462 Seigneur de Gramont (Haus Grailly); ⚭ (2) 1476 Aimery de Puch, † nach 1488, Seigneur de Gabaston, de Roquefort, de Tursan et de Blagnac
- Léonor de Béarn dit de Gramont, * wohl 1461, † 1509; ⚭ 1469 Roger de Gramont, Chevalier, Seigneur et Baron de Haux, de Montory, d’Olhaïby, dann Seigneur et Baron de Gramont, de Bergouey, de Bidache, de Hastingues, de Came, de Bardos, de Gabaston, de Roquefort, de Tursan etc., 1478 Baron de Came, 1485 Baron de Guiche; Roger de Gramont war ein Sohn von Gracian de Gramont († 1469), Seigneur de Haux etc., ein Enkel von Bernard (genannt Bardot) de Gramont († 1414/15), Seigneur de Haux, und Urenkel von Arnaud Raymond I. de Gramont († 1384/85), Signer et Baron de Gramont (siehe oben)
  - François II., † wohl 1505, Chevalier, Baron de Gramont; ⚭ (Ehevertrag 31. März 1494)  Catherine d'Andoins († nach 25. August 1534) Tochter von Jean II. d'Andoins, Seigneur et Baron d’Andoins, und  Jeanne-de Foix-Coarrraze; seine Brüder sind u. a. die Erzbischöfe von Bordeaux Charles († 1544) und Gabriel de Gramont, Kardinal
- Jean II., * August 1499, † Juli 1528, Chevalier, Seigneur et Baron de Gramont, de Mussidan, de Blagnac, de Bruilh, de Gabaston, de Roquefort, de Tursan, de Bidache, de Came, de Bardos, d’Urt, de Montory, d’Olhaiby, de Bideren etc.; ⚭  (Ehevertrag 15. September 1526) Françoise de Polignac, † nach 1569, Tochter von Guillaume Armand, dit le Sage, Vicomte de Polignac, und Marguerite de Pompadour (Haus Chalençon)
- Claire, * wohl 1505, † zwischen 16. April und 20. September 1560, dessen Schwester, 1539 Dame d’Artix, de Serres, de Garlède, de Lalonquette, de Bideren et d’Abitain, 1540 Dame de Séméac et d’Asque; ⚭ (Ehevertrag 12. Februar 1526) Ménaud d’Aure, † 5. Juni 1534, 1514 Vicomte d’Aster etc.,1529 Baron de Gramont etc.

## Comtes de Gramont aus der Familie d’Aure
Die Familie d’Aure ist eine Nebenlinie des Hauses Comminges, die sich im 12. Jahrhundert durch einen jüngeren Sohn von Graf Bernard I. abspaltete
(weiterhin Filiation vom Vater auf den Sohn bzw. Tochter, soweit nicht anders angegeben)
- Antoine I. de Gramont (1526–1576), Baron de Gramont, Souverain de Bidache, 1583 Comte de Guiche, Vicomte d’Aster etc.; ⚭ Hélène de Clermont de Traves († 1595), Erbtochter von François, Seigneur de Traves et de Toulongeon, und Hélène Gouffier
- Philibert de Gramont (1552–1580), Comte de Gramont, Vicomte d'Aster; Vicomte de Louvigny; ⚭ 21. November 1568 Diane Corisande d’Andoins (1584–1621), Dame d’Andoins, de Lescun et de Hagetmau, Comtesse de Louvigny, Erbtochter von Paul d’Andoins und Marguerite de Caune

## Duc de Gramont
(weiterhin Filiation vom Vater auf den Sohn, soweit nicht anders angegeben)
- Antoine II. de Gramont, genannt Antonin (wohl 1572–1644), 1643 Duc de Gramont, Pair von Frankreich, Souverain de Bidache, Comte de Toulonjon, de Guiche et de Louvigny
- Antoine III. de Gramont (1604–1678), Militär und Diplomat, Marschall von Frankreich, wurde 1648 von Ludwig XIV. erneut zum Herzog und Pair erhoben.
- Antoine IV. de Gramont (1641–1720), 1678 3. Herzog von Gramont
- Antoine V. de Gramont (1671–1725), genannt Duc de Guiche, 1695 4. Herzog von Gramont, 1724 Marschall von Frankreich
- Louis Antoine VI. Armand de Gramont (1688–1741), 1725 5. Duc de Gramont
- Louis de Gramont (1689–1745), dessen Bruder, 1741 6. Duc de Gramont
- Antoine VII. de Gramont (1726–1801), 1745 7. Duc de Gramont, de Crevant, d'Humières
  - Louis Antoine Armand de Gramont (1746–1795), Duc de Lesparre
  - Antoine Adrien Charles de Gramont (1726–1762), Comte d'Aster, dann Comte de Gramont, Bruder von Antoine VII.
- Antoine VIII. Louis Marie de Gramont (1755–1836), Duc de Guiche (seit 16. April 1780), 8. Duc de Gramont (seit 1801); seither wird der Titel Duc de Guiche vom jeweils ältesten Sohn des Herzogs von Gramont geführt.
- Antoine IX. Geneviève Héraclius Agénor de Gramont (1789–1854), 1836 9. Duc de Gramont
- Antoine X. Alfred Agénor de Gramont (1819–1880), 1855 10. Duc de Gramont, Prince de Bidache, frz. Diplomat und Staatsmann
- Antoine XI. de Gramont (1851–1925), 1880 11. Duc de Gramont ⚭ Baronesse Marguerite-Alexandrine de Rothschild, erbauten 1894 das Château de Vallière
- Armand Antoine XII. de Gramont (1879–1962), 1925 12. Duc de Gramont ⚭ Comtesse Élaine Greffulhe, Tochter der Élisabeth de Riquet de Caraman
- Antoine XIII. de Gramont (1907–1995), 1962 13. Duc de Gramont
- Antoine XIV. de Gramont (1951–2014), 1995 14. Duc de Gramont
- Antoine XV. de Gramont (* 2008), 2014 15. Duc de Gramont

Wappen
Stammwappen der Gramont
von Antoine II
von Antoine III
von Antoine VIII
von Philibert

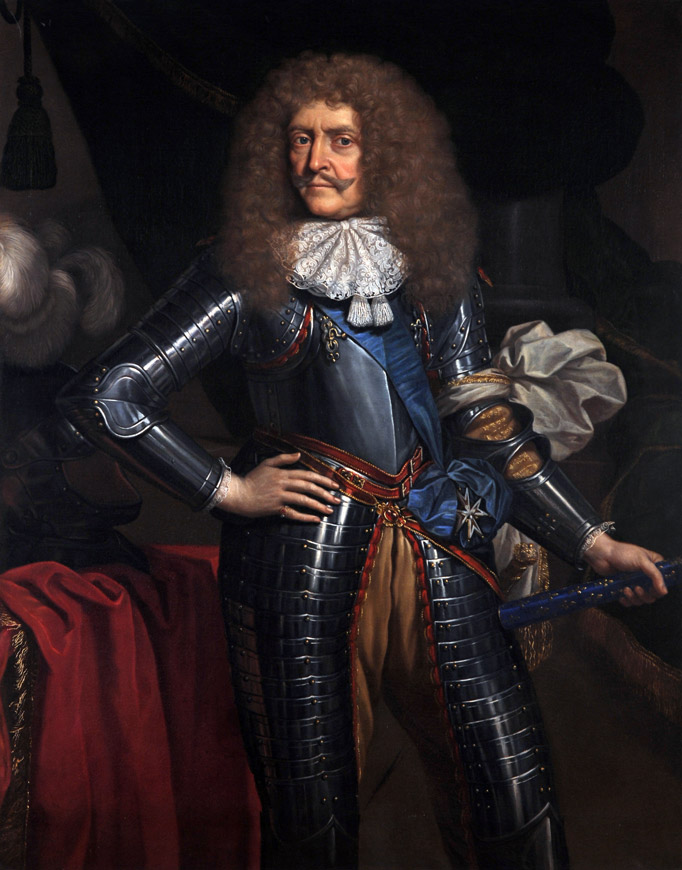
Antoine III. de Gramont (1604–1678), 2. Herzog von Gramont, Marschall von Frankreich, Vizekönig von Navarra, Gouverneur von Bayonne
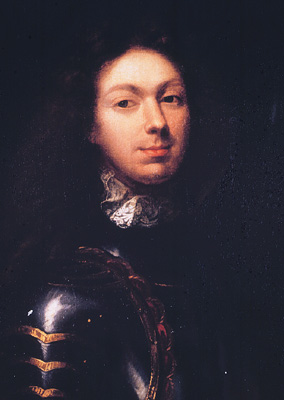
Antoine V. de Gramont (1671–1725), 3. Herzog von Gramont, Herzog von Guiche, Marschall von Frankreich
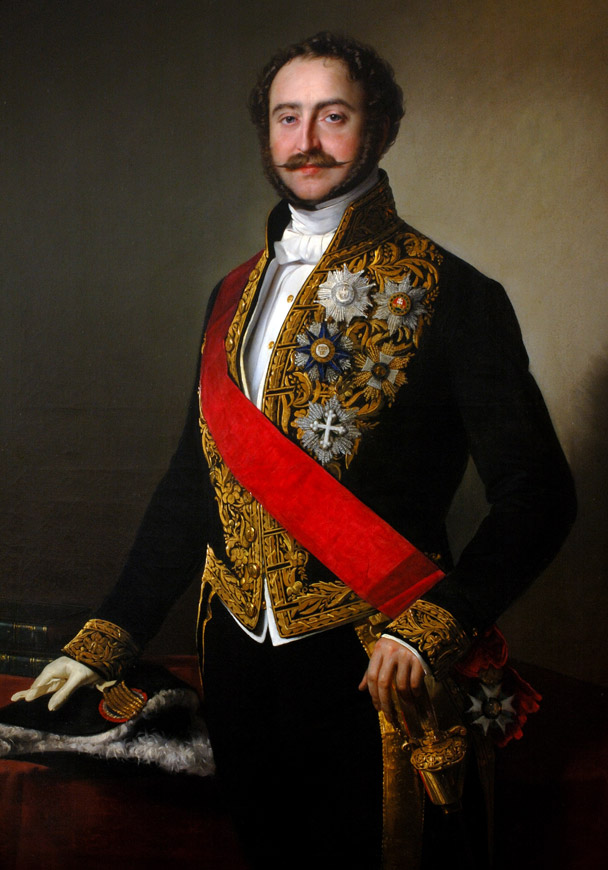
Antoine Alfred Agénor de Gramont, Herzog von Gramont und Fürst von Bidache (1819–1880), französischer Außenminister